# Бернадський Євстахій Юхимович
Бернадський Євстахій Юхимович (*1819 — †1889) — російський художник.
У 1845—1849 відвідував гурток петрашевців, притягався до слідства у їхній справі, був ув'язнений в Петропавловській фортеці. Звільнений за недостатністю доказів, перебував під таємним наглядом поліції. З 1840-их років відомий як виконавець майстерних гравюр за сатиричними малюнками російських художників-ілюстраторів.
У 1838—1843 роках вчився разом із Тарасом Шевченком в Петребурзькій академії мистецтв. Імовірно, вони зустрічалися після повернення поета із заслання. Бернадський і Шевченко були серед тих представників прогресивної громадськості, які 26 грудня 1858 підписали листа міністрові імператорського двору Адлербергу з проханням продовжити гастролі А. Олдріджа в Петербурзі.